# 檜垣すみれ
檜垣 すみれ（ひがき すみれ、2000年6月22日 - ）は、FBS福岡放送のアナウンサー。愛媛県今治市出身。

## 略歴
愛媛県立今治西高等学校を経て、関西外国語大学英語国際学部入学。在学中はセント・フォース関西に所属した。大学卒業後FBS福岡放送に入社。
主に昼の定時ニュース『NNNストレイトニュース』のローカルニュースパート（北部九州地方のニュース）を担当。
2019年には、7代目有田みかん大使の7人に選ばれ和歌山県の名産有田みかんの魅力を伝える活動を行った。
2020年12月、第69代大阪今宮戎福娘選出。福娘同期に山本里咲（日本テレビ）と橋本和花子（関西テレビ）がいた。福岡放送アナウンサーの中谷萌とは福娘（第65代）の先輩にあたる。
2020年12月、セント・フォース関西に所属。
2021年、フジテレビが主催した次世代アナウンサーを発掘するコンテスト「第1回学生アナウンス賞」に出場。1000人以上エントリーの中からグランプリとモデルプレス賞を受賞した。ファイナリストに渡邊結衣（日本テレビ）、大仁田美咲（ABCテレビ）、中根舞美（テレビ東京）がいた。グランプリの副賞として『めざましテレビ』の学生リポーターとしての出演権が与えられた。
大学在学中はこのほか、『よるマチ!』（あいテレビ）、『知られざるガリバー～エクセレントカンパニーファイル～』（テレビ東京）のリポーターも務めた。
2023年5月29日に初鳴きを行った。

## 出演番組

### FBSアナウンサーとして
- 定時ニュース
- 博多祇園山笠「追い山馴し」（2023年7月12日） - 呉服町リポーター
- めんたいワイド（ゲームコーナー）
- バリはやッ!ZIP（2024年4月から。月曜サブMC兼スポーツ、エンタメコーナー担当）

### FBS入社前
- めざましテレビ（フジテレビ） - 学生リポーター
- よるマチ!（あいテレビ） - リポーター
- 知られざるガリバー～エクセレントカンパニーファイル～（テレビ東京） - リポーター